# Therippia latefasciata
Therippia latefasciata là một loài bọ cánh cứng trong họ Cerambycidae.